# 根釧台地

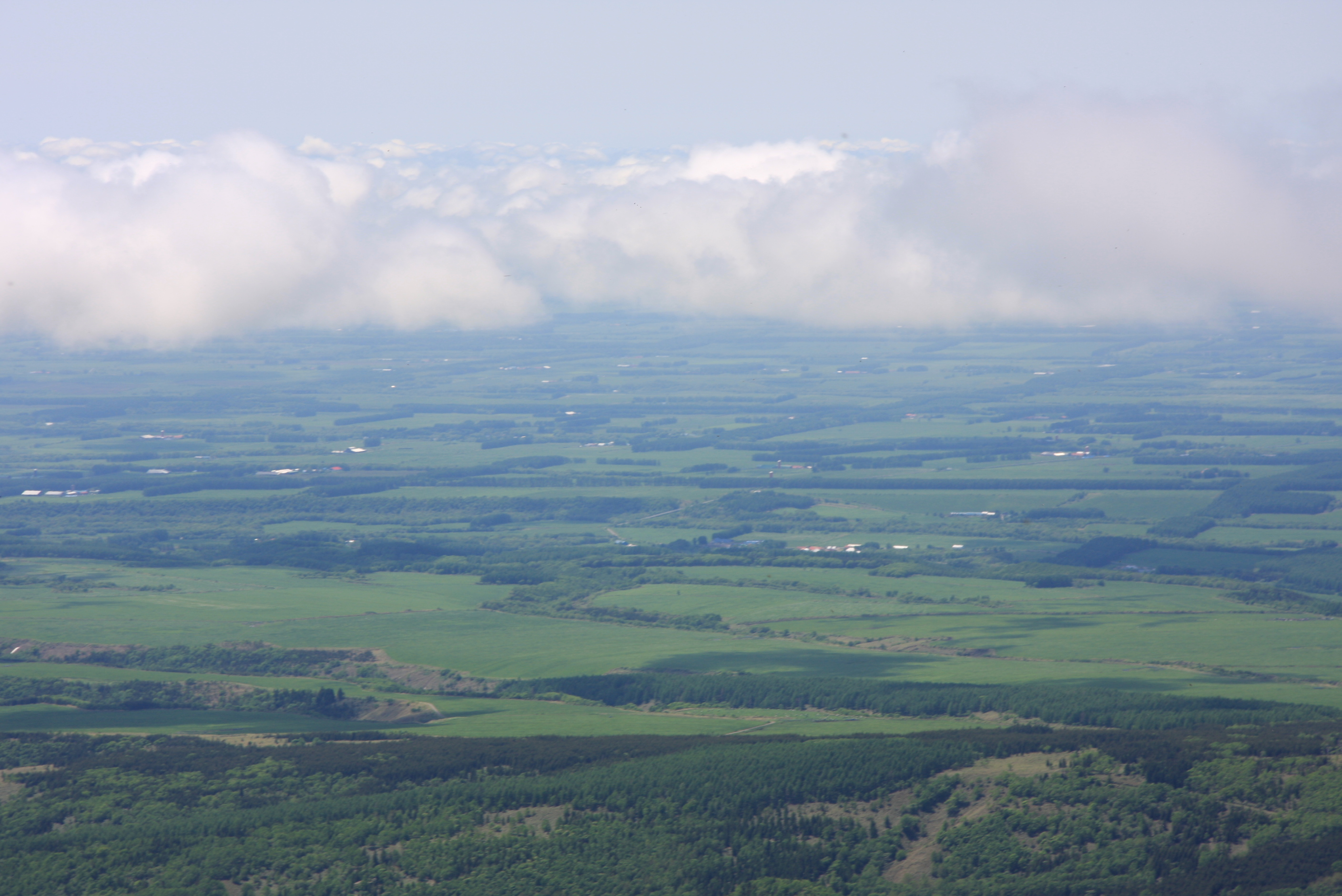
根釧台地と格子状防風林（武佐岳より）

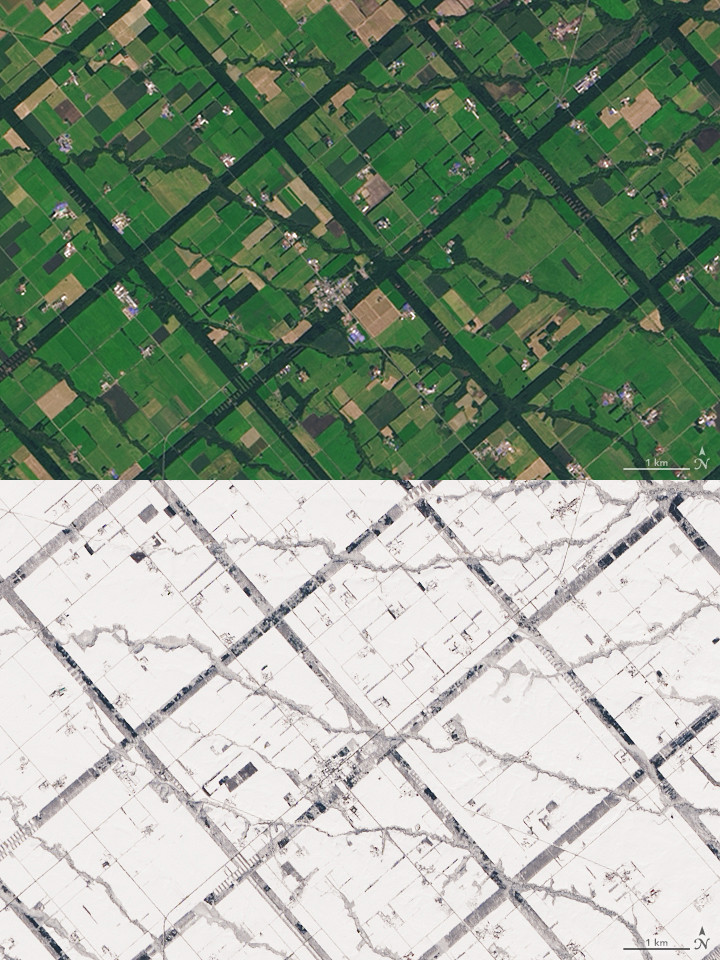
人工衛星から見た格子状防風林。別海町上春別周辺（上: 2019年9月、下: 2020年2月撮影）

根釧台地（こんせんだいち）は、北海道の根室振興局中南部と釧路総合振興局東部にかけて広がる火山灰層に覆われた、面積5000 km2（武蔵野台地の7倍、秋吉台の38倍）、標高100～200 mの日本最大規模の台地である。野付郡別海町、標津郡中標津町、標津郡標津町にかけて広がり、東部が野付水道、南部が厚岸湾から浜中湾にかけての太平洋に面している。野付半島と野付湾（尾岱沼）が北東部に位置している。根釧台地の格子状防風林は北海道遺産に選定されている。「根釧台地」は根室と釧路の間にある台地の意である。

## 概要
保水力に乏しく痩せた火山灰地の上に千島海流が起因する海霧で日照時間が短く低温かつ冷涼な気候のため稲作はもとより畑作にも適さず、必然的に酪農が基幹農業となる。故にパイロットファーム（実験農場）や新酪農村を起点とする大規模酪農経営が盛んとなる。生乳の生産量において別海町は日本一を誇っている。水産業では野付湾のシマエビ漁が盛んである。
この地を通る交通機関としては、北海道旅客鉄道釧網本線が南北を縦断している。かつて、中標津町を経由する分岐線として標津線が存在していたが、1989年（平成元年）4月に廃止された。
開陽台と多和平が地平線を見渡せる観光地として全国的に有名である。
また、この地には陸上自衛隊の演習場としては最大の規模であり、アメリカ海兵隊との合同演習地である矢臼別演習場が設置されている。